# Modrzewina (województwo wielkopolskie)
Modrzewina – osada leśna w Polsce położona w województwie wielkopolskim, w powiecie nowotomyskim, w gminie Miedzichowo.
W latach 1975–1998 leśniczówka administracyjnie należała do województwa gorzowskiego.